# Le Hertelay
Ancienne commune de la Seine-Maritime, la commune du Hertelay a été supprimée en 1825 et réunie à la commune de Bréauté.

## Toponymie
Le nom de la localité est attesté sous les formes Herteleio en 1203, le Hertelay en 1383.

## Histoire
Jean Cavelet, sieur du Hertelay (aussi écrit de Herteley), est en 1625 un des onze premiers associés, sous le lieutenant Pierre Belain d'Esnambuc, de la Compagnie des îles de Saint-Christophe, qui a exploité cette île des Antilles,.
L'église Sainte-Anne du Hertelay appartenait au moment de le Révolution à l'abbaye de Valmont. Pendant la Révolution, la commune du Hertelay a été démembré. En 1831, à la suite de son annexion à Bréauté, l'église a été détruite et la chaire, les stalles et les fonts baptismaux sont transférés à l'église de Bréauté.

## Lieux et monuments

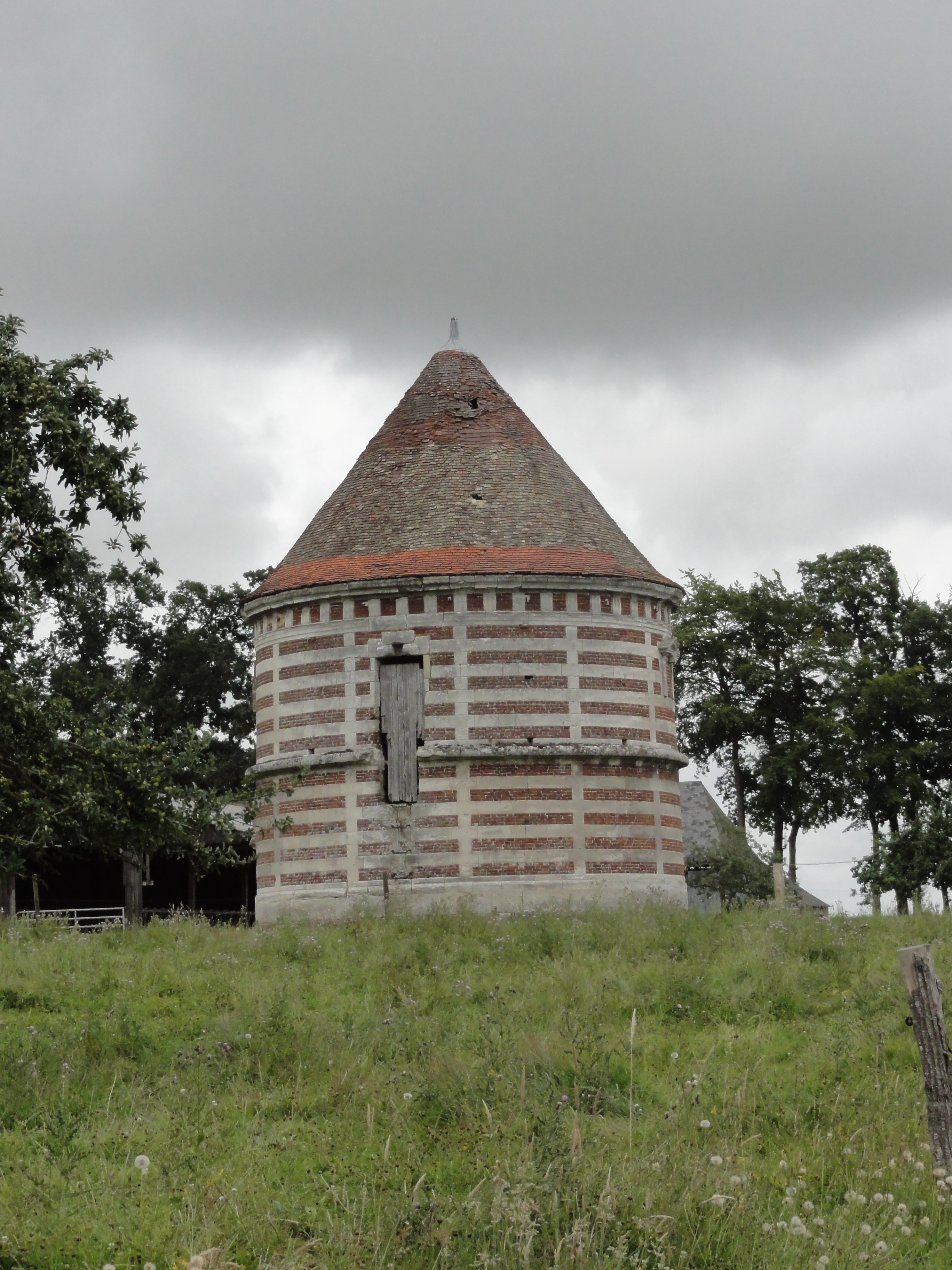
Pigeonnier de la ferme du Hertelay.